# Acanthodactylus micropholis
Acanthodactylus micropholis (жовтохвоста гребнепала ящірка) — вид ящірок родини ящіркових (Lacertidae). Мешкає в Південній Азії.

## Поширення і екологія
Жовтохвості гребнепалі ящірки мешкають на південному сході Ірану (Керман, Систан і Белуджистан), на острові Кешм та на півдні Пакистану (на схід до Ласбели), за деякими свідченнями також на півдні Афганістану. Вни живуть в піщаних і гравійних пустелях і напівпустелях, слабо порослих рослинністю, на острові Кешм спостерігалися на піщаних дюнах. Зустрічаються на висоті до 1000 м над рівнем моря. Відкладають яйця.